# Jean-Balthasar Tricklir
Jean-Balthasar Tricklir (également écrit Trickler ou Triklir) (né en 1750 à Dijon; † 29 novembre 1813 à Dresde) est un violoncelliste et compositeur français.

## Biographie
Jean-Balthasar Tricklir est né en France dans une famille d'origine allemande. Il a suivi des cours de violon et de violoncelle en tant qu'élève au séminaire de Dijon. Entre 1765 et 1768, il poursuit sa formation à l'orchestre de la cour de Mannheim. Il a fait trois voyages en Italie dans les années 1770. En 1776 il interprète une de ses œuvres au Concert spirituel. Au début des années 1780, il a été nommé Kammervirtuose (soliste) auprès de l'électeur de Mayence et, à partir de mars 1783, membre de la Staatskapelle de Dresde. Avant son installation à Dresde, il a formé un quatuor à cordes avec Ernst (Johann Christoph) Schick (1756-1815), Friedrich Wilhelm Heinrich Benda et un musicien du nom d'Hofmann,,. Ce quatuor s'est produit à Hambourg en 1782.
Le jeu de Jean-Balthasar Tricklir a été loué de son vivant pour son intonation claire et sa manière sensible dans l'interprétation. Après 1783, il a fait plusieurs tournées de concerts qui l'ont mené en Angleterre et en France. L'un de ses élèves les plus importants était Dominique Bideau. Dans l'histoire du développement de la technique, Tricklir a représenté un lien entre les violoncellistes Anton Fils et Bernhard Romberg.
À Dresde, Tricklir a fait des tentatives infructueuses avec un mécanicien pour faciliter l'accord des instruments à cordes lorsque le temps changeait. Il a écrit des notes à ce sujet dans un opuscule inédit « Le Microcosmos musical ».

## Œuvres (liste partielle)
- 2 Concertos pour violoncelle en ut et fa (1779)
- 3 Concertos pour violoncelle en ut, fa et mi mineur (1782)
- Trois Concertos pour violoncelle op. 1 en ut, fa et mi (1783)[6]
- Trois Concertos pour violoncelle op. 2 en ré, la mineur et sol (1783)[7]
- Six Sonates pour violoncelle et basse en ut, fa, si bémol, ré, la, sol (1783)[8]
- IIe Concerto en fa majeur, en ligne chez Gallica (Paris, 1784)
- IVe Concerto en la majeur, en ligne chez Gallica (Paris, 1785) (arrangement de Jean-Pierre Duport)
- VeConcerto en mi majeur, en ligne chez Gallica (Paris, 1785)
- VIe Concerto en sol majeur, en ligne chez Gallica (Paris, 1786)
- 1er et 2e Nouveau Concerto en fa dièse mineur et la mineur (Paris, 1789)
- VIIe Concerto en si bémol majeur (Paris)
- Six SONATES Pour Le VIOLONCEL DEDIÉES Aux Vrais Amateurs du Chant et de L'Harmonie
- Rondo pour clavier
- Six grands solos pour le violoncelle Op. 3
- Six grands solos pour le violoncelle accompagné par un second violoncelle
- Adagio et Rondo pour violoncelle et piano